# Is This the Real Life? – The Untold Story of Queen
Az Is This the Real Life? – The Untold Story of Queen Mark Blake író és újságíró könyve a brit Queen együttes történetéről. Blake korábban zenei újságíróként több interjút és cikket írt a Queenről többek között a Mojo és Q magazinokba, forráskutatás közben pedig mintegy száz teljesen új interjút is készített az együttes egykori kollégáival és barátaival, köztük néhány olyan emberrel is, akik addig nem nyilatkoztak az együttesről. Az együttes tagjai nem vettek részt a könyv megalkotásában, így az nem tekinthető hivatalosnak – de az író szerint volt tudomásuk a készüléséről, mert több interjúalany előbb tőlük kért engedélyt a nyilatkozatához. A könyv végigköveti az együttes teljes történetét, az egészen korai kezdetektől Freddie Mercury halála utánig, a Queen + Paul Rodgers együttműködésen keresztül a 2010-es kiadóváltásig. A könyvet javarészt pozitívan fogadták a kritikusok és a rajongók: teljeskörű és élvezetes irománynak találták.

## Külső hivatkozások
- Is This the Real Life?: The Untold Story of Queen (angol nyelven). Google Books
- Collins, Clark: Queen Behind the Scenes (angol nyelven). Entertainment Weekly, 2011. április 1. [2013. június 29-i dátummal az eredetiből archiválva]. (Hozzáférés: 2011. május 4.)
- Light, Alan (2011. június 3.). „The Life and Times of Metallica and Queen”. Los Angeles Times.